# Fenner
Fenner – miasto w Stanach Zjednoczonych, w stanie Nowy Jork, w hrabstwie Madison.